# Payre
Pour les articles homonymes, voir Payre (homonymie) et Peyre.
Payre est une rivière de basse Ardèche, affluent du Rhône.

## Géographie
La rivière de Payre prend sa source à 760 mètres d'altitude sur le plateau du Coiron, au lieu-dit Barras sur la commune de Berzème, sous le nom de ruisseau de Sinavoux. Elle se jette dans le Rhône à l'aval du barrage de Loriol sur la commune de Baix, à 86 mètres d'altitude.

La longueur de son cours d'eau est de 21,3 km et sa pente moyenne de 31,6 mètres par kilomètre. À Saint-Symphorien-sous-Chomérac, son débit est de 490 l/s.

## Communes et cantons traversés
Payre traverse - dans l'ordre alphabétique - les communes d'Alissas, Baix, Berzème, Chomérac, Le Pouzin, Rochessauve, Rompon, Saint-Julien-en-Saint-Alban, Saint-Symphorien-sous-Chomérac.
Soit en termes de cantons, Payre traverse les Canton de Privas, Canton de Chomérac, Canton de Villeneuve-de-Berg, Canton de La Voulte-sur-Rhône.

## Affluents
Payre a 15 affluents référencés, classés par ordre décroissant ci-dessous :
- le ruisseau de Véronne, mesurant 10,9 kilomètres ;
- le ruisseau d'Ozon, mesurant 10,4 kilomètres ;
- le ravin de Roux, mesurant 4,5 kilomètres ;
- le rieu des Aigues, mesurant 3,4 kilomètres ;
- le ruisseau de Font-Jeannin, mesurant 3 kilomètres ;
- le ruisseau de la Charrière, mesurant 2,8 kilomètres ;
- le ruisseau de Crousanson, mesurant 2,4 kilomètres ;
- le ruisseau de Tire-Bœuf, mesurant 2,1 kilomètres ;
- le ruisseau de Duzillac, mesurant 2 kilomètres, son cours est compris sur les deux communes de Berzème et Rochessauve[3] ;
- le ruisseau de Chalès, mesurant 2 kilomètres, son cours est situé sur les deux communes de Berzème et Rochessauve[4] ;
- le ruisseau d'Andance, mesurant 1,8 kilomètre ;
- le ruisseau de Pranioux, mesurant 1,4 kilomètre ;
- le ruisseau Auzon, mesurant 1,3 kilomètre ;
- le ruisseau de Pra Vallas, mesurant 1,3 kilomètre ;
- le ruisseau de Cerclas, mesurant 1,1 kilomètre.